# Yanık
Yanık ist ein türkischer männlicher Vorname und Familienname. Die Hauptbedeutung lautet „verbrannt“. Yanık heißt aber auch „empfindsam“ oder „gefühlvoll“.

## Namensträger

### Familienname
- Derya Yanık (* 1972), türkische Politikerin und Juristin
- Erol Yanık (* 1944), türkischer Fußballspieler
- Lale Yanık (* 1972), türkisch-deutsche Schauspielerin
- Serkan Yanık (* 1987), türkisch-französischer Fußballspieler